# Ablerus gargarae
Ablerus gargarae är en stekelart som beskrevs av Hayat 1998. Ablerus gargarae ingår i släktet Ablerus och familjen växtlussteklar. Inga underarter finns listade i Catalogue of Life.